# Arad McCutchan
Arad A. McCutchan (Evansville, 4 luglio 1912 – Jasper, 16 giugno 1993) è stato un allenatore di pallacanestro statunitense, membro del Naismith Memorial Basketball Hall of Fame dal 1981.